# Született feleségek (hetedik évad)
A Született feleségek című amerikai filmsorozat hetedik évadját az Egyesült Államokban 2010. szeptember 26-án kezdi el vetíteni az ABC. Az évad 23 epizódból áll.
Magyarországon a TV2 vetítette 2011. március 2-ától.

## Főszereplők
- Teri Hatcher - Susan Delfino
- Felicity Huffman - Lynette Scavo
- Marcia Cross - Bree Hodge
- Eva Longoria - Gabrielle Solis
- Vanessa L. Williams - Renée Perry
- Ricardo Antonio Chavira - Carlos Solis
- Doug Savant - Tom Scavo
- Brenda Strong - Mary Alice Young
- James Denton - Mike Delfino
- Mark Moses - Paul Young
- Tuc Watkins - Bob Hunter
- Kathryn Joosten - Karen McCluskey

### Mellékszereplők
- Charlie Carver - Porter Scavo
- Max Carver - Preston Scavo
- Joshua Logan Moore - Parker Scavo
- Darcy Rose Byrnes - Penny Scavo
- Madison De La Garza - Juanita Solis
- Daniella Baltodano - Celia Solis
- Mason Vale Cotton - M.J. Delfino
- Kevin Rahm - Lee McDermott

### Vendégszereplők
- Orson Bean - Roy Bender
- Brian Austin Green - Keith Jones
- Harriet Sansom Harris - Felicia Tilman
- Lainie Kazan - Maxine
- Kyle MacLachlan - Orson Hodge
- Shawn Pyfrom - Andrew Van De Kamp
- Emily Bergl [1] - Beth Young
- Andrea Bowen - Julie Mayer
- Larry Hagman - Frank Kaminsky

## Tartalom
Miután Bree elvesztette megélhetését és férjét, Orson-t, megpróbálja rendbe tenni az életét, és ezt azzal kezdi, hogy elmondja Gabrielle-nek, hogy a fia gázolta el az anyósát. Susan és Mike adósságaik miatt kénytelenek elköltözni és bérbe adni a házukat. A bérlő pedig nem más lesz mint Paul Young, aki feleségével együtt tér vissza a Lila akác közbe, egy titokkal. Eközben pedig az egyik család a Lila akác közben megtudja, hogy a gyerekük, akit nevelnek nem az igazi gyerekük.

## Epizódok
A Született feleségek hetedik évadának epizódjainak listája:
| #   | Epizód eredeti címe                       | Eredeti bemutató     | Epizód magyar címe                     | Magyarországi bemutató |
| --- | ----------------------------------------- | -------------------- | -------------------------------------- | ---------------------- |
| 1.  | Remember Paul?                            | 2010. szeptember 26. | Emlékeztek Paulra?                     | 2011. március 2.       |
| 2.  | You Must Meet My Wife                     | 2010. október 3.     | Bemutatom a feleségem!                 | 2011. március 9.       |
| 3.  | Truly Content                             | 2010. október 10.    | Teljes elégedettség                    | 2011. március 16.      |
| 4.  | The Thing That Counts is What's Inside    | 2010. október 17.    | Csak a belbecs számít                  | 2011. március 23.      |
| 5.  | Let Me Entertain You                      | 2010. október 24.    | Veszélyes vállalkozások                | 2011. március 30.      |
| 6.  | Excited and Scared                        | 2010. október 31.    | Félelem és reszketés Széplakon         | 2011.április 6.        |
| 7.  | A Humiliating Business                    | 2010. november 7.    | Egy megalázó ügy                       | 2011.április 13.       |
| 8.  | Sorry Grateful                            | 2010. november 14.   | Hálás szívvel                          | 2011.április 20.       |
| 9.  | Pleasant Little Kingdom                   | 2010. december 4.    | Kellemes Kiskirályság                  | 2011. április 27.      |
| 10. | Down the Block There's a Riot             | 2010. december 12.   | Zavargás a Lila akác közben            | 2011. május 4.         |
| 11. | Assassins                                 | 2011. január 2.      | Merénylők                              | 2011. május 11.        |
| 12. | Where do I belong                         | 2011. január 9.      | Hová tartozom?                         | 2011. május 18.        |
| 13. | I'm still here                            | 2011. január 16.     | Még mindig itt vagyok!                 | 2011.május 25.         |
| 14. | Flashback                                 | 2011. február 13.    | Pillantás a múltba                     | 2011. augusztus 31.    |
| 15. | Farewell letter                           | 2011. február 20.    | Búcsúlevél                             | 2011. szeptember 7.    |
| 16. | Searching                                 | 2011. március 6.     | Az élet értelme                        | 2011. szeptember 14.   |
| 17. | Everything's Different, Nothing's Changed | 2011.április 3.      | Minden különbözik, semmi sem változik! | 2011. szeptember 21.   |
| 18. | Moment's in the woods                     | 2011.április 17.     | Nincs bocsánat!                        | 2011. szeptember 28.   |
| 19. | The Lies Ill-Concealed                    | 2011.április 24.     | Rosszul leplezett hazugságok           | 2011. október 5.       |
| 20. | I'll swallow poison on sunday             | 2011.május 1.        | Mérget rá!                             | 2011. október 12.      |
| 21. | Then I really got scared                  | 2011.május 8.        | Mindennapi rettegések                  | 2011. október 19.      |
| 22. | And Lots of Security...                   | 2011.május 15.       | Biztos, ami biztos                     | 2011. október 26.      |
| 23. | Come on Over for Dinner                   | 2011.május 15.       | Vacsorára fel!                         | 2011. november 2.      |

## Fordítás
- Ez a szócikk részben vagy egészben  a   Desperate_Housewives_(season_7) című angol Wikipédia-szócikk fordításán alapul.  Az eredeti cikk szerkesztőit annak laptörténete sorolja fel. Ez a jelzés csupán a megfogalmazás eredetét és a szerzői jogokat jelzi, nem szolgál a cikkben szereplő információk forrásmegjelöléseként.